# Smålandsgatan

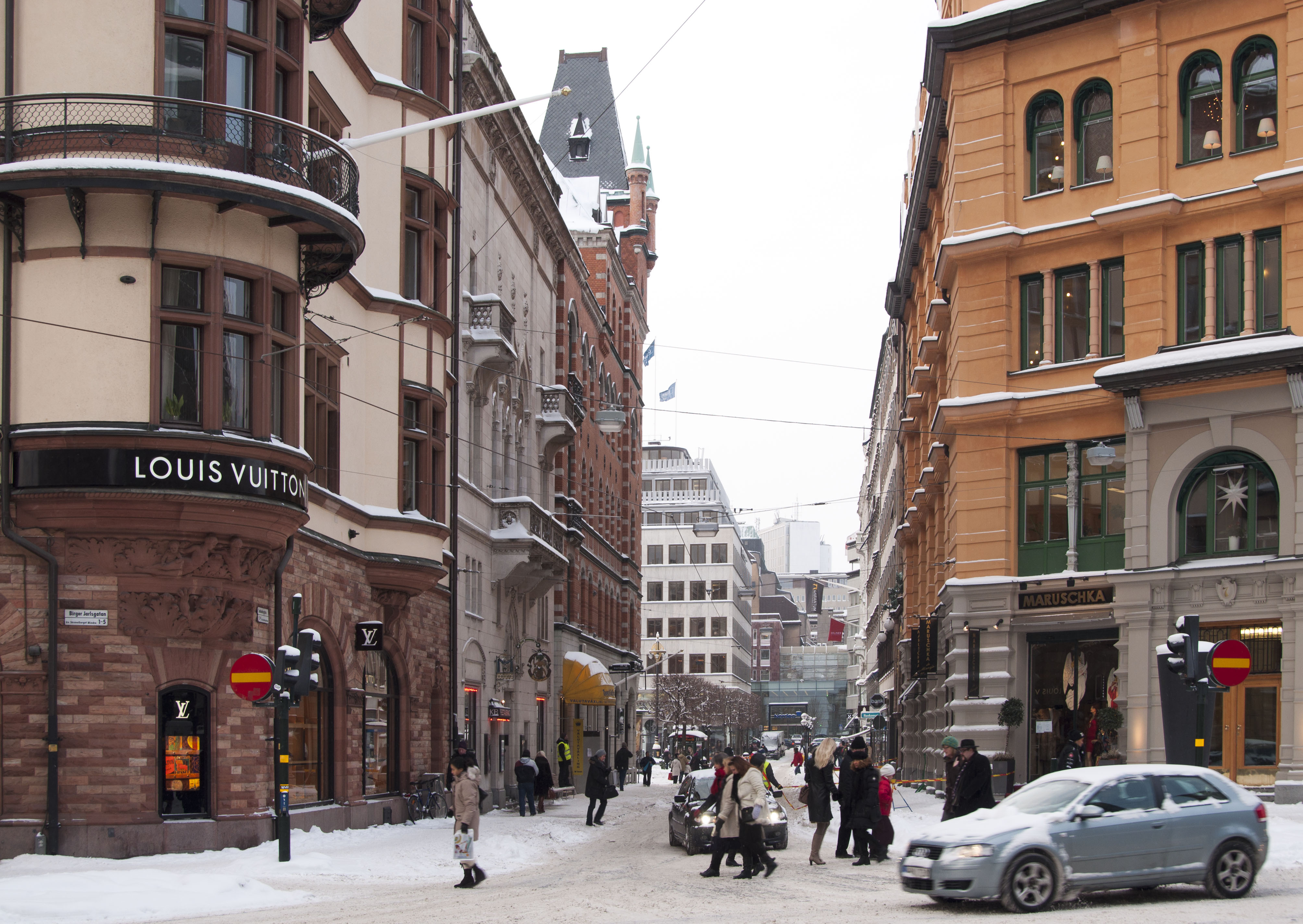
Smålandsgatan västerut från Birger Jarlsgatan, 2010.

Smålandsgatan är en gata i stadsdelen Norrmalm i Stockholm som sträcker sig från Birger Jarlsgatan förbi Norrmalmstorg norra sida och slutar i ett litet torg på Norrlandsgatans västra sida.

## Historik

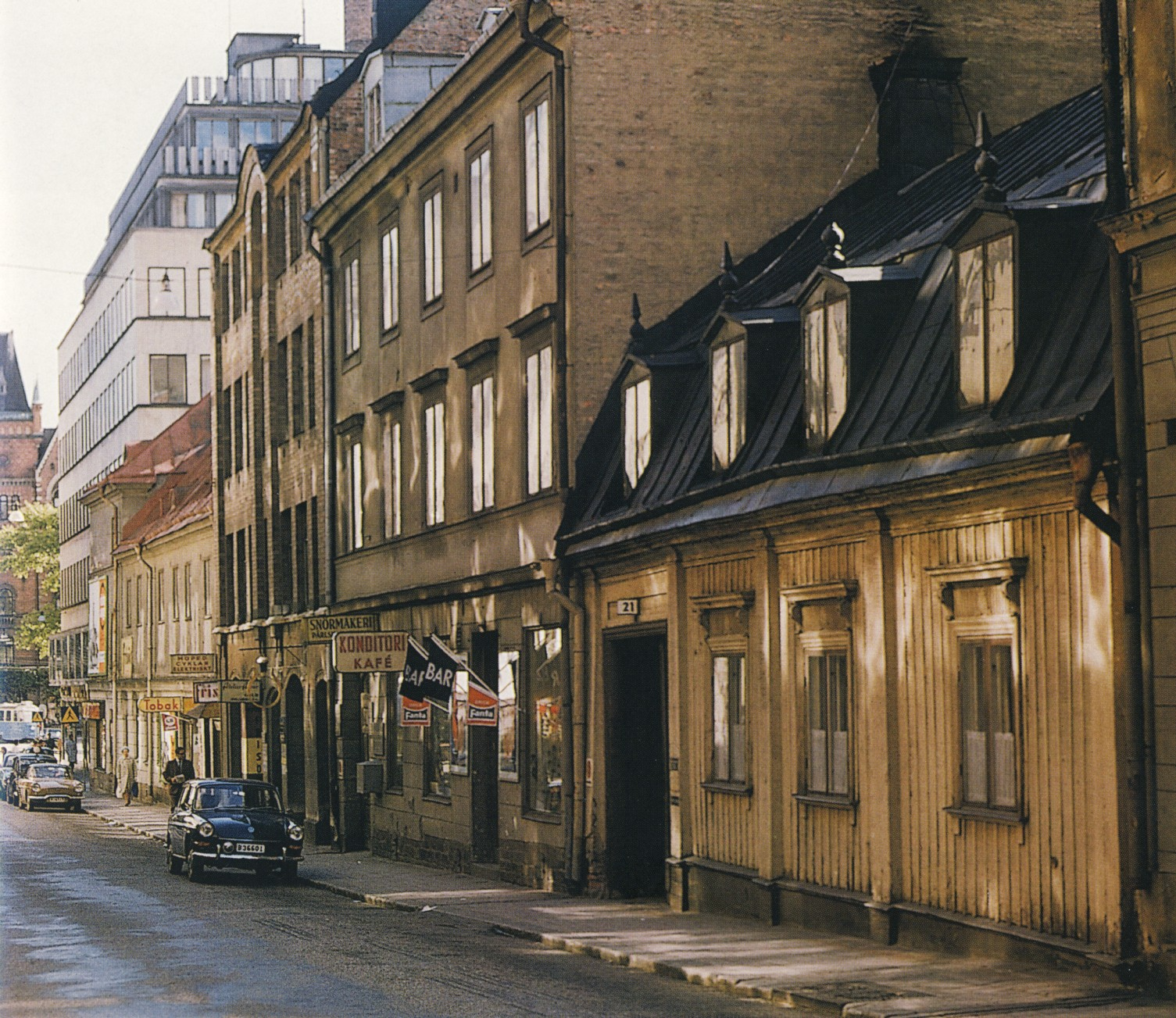
Smålandsgatan mot öst år 1966; delen ligger numera bakom PK-huset och NK; byggnaderna är rivna.

Gatan är den enda av Stockholms landskapsgator som inte följer namngivningsregeln att namn på de södra landskapen ges till gator söder om Gamla Stan och vice versa. Anledningen till detta är att den inte är namngiven efter landskapet, utan troligtvis efter bagaren Jochum Småhl som på mitten av 1600-talet var tomtägare i kvarteret Hästen. Från 1666 finns belägg för benämningen Jochumss Smålss grändh och det är troligtvis detta som senare under århundradet blev Smålandz gränden samt Smålandz gatan
När namnet Smålandsgatan fastställdes 1857 avsåg man sträckan mellan Malmskillnadsgatan i väst och Norrmalmstorg i öst, i höjd med Biblioteksgatan. I namnrevisionen 1885 förlängdes gatan österut i det som tidigare var Styckjunkargatan och sträckte sig över Birger Jarlsgatan, fram till Nybrogatan. Även andra delar av gatan har tidigare haft andra namn; Så hette avsnittet mellan Malmskillnadsgatan och Regeringsgatan år 1695 Trijremmaregrenden, förmodligen efter krogen Tre Remmare. Samma gatuavsnitt upp till Malmskillnadsgatan kallades 1737 Trumpetare Backen. Sträckan mellan Regeringsgatan och Biblioteksgatan kallades på 1600- och 1700-talen för Skärkarlsgatan. 
I samband med Norrmalmsregleringen försvann först den västligaste delen av Smålandsgatan, mellan Regeringsgatan och Malmskillnadsgatan, där byggdes 1963 parkeringshuset "Parkaden". På andra sidan Regeringsgatan försvann ytterligare en del av Smålandsgatan 1973, när varuhuset NK byggdes till med ytterligare affärsyta och ny ingång. Fram till år 2000 fanns omedelbart öster därom, inom samma kvarter en del av Smålandsgatan kvar som en ca 150 meter lång återvändsgata bakom PK-huset. Denna del är numera också bebyggd och bara ett mindre torg återstår strax väster om Norrlandsgatan.   
På det sydöstra hörnet av Regeringsgatan/Smålandsgatan låg Stockholms första elektricitetsverk, Brunkebergsverket, invigt 1892 och rivet 1960. Där finns nu varuhuset NK:s första tillbyggnad från 1960-talet och exakt norr därom, där NK har sin entré från Regeringsgatan fanns en gång Smålandsgatans mynning.
Vid Smålandsgatan 7 finns Konstnärshuset som inhyser Svenska konstnärernas förening.
År 2008 namngavs den östligaste delen, mellan Birger Jarlsgatan och Nybrogatan, till Ingmar Bergmans gata.

## Byggnader längs gatan (urval)
- Nr. 7  Konstnärshuset
- Nr. 8  Birger Jarls basar
- Nr. 10 Birger Jarlspassagen
- Nr. 11 Citypalatset
- Nr. 16 Svenska Lifs hus
- Nr. 17 PK-huset

## Kvarter längs gatan (urval)
- Kvarteret Hästen
- Kvarteret Jericho

## Bilder

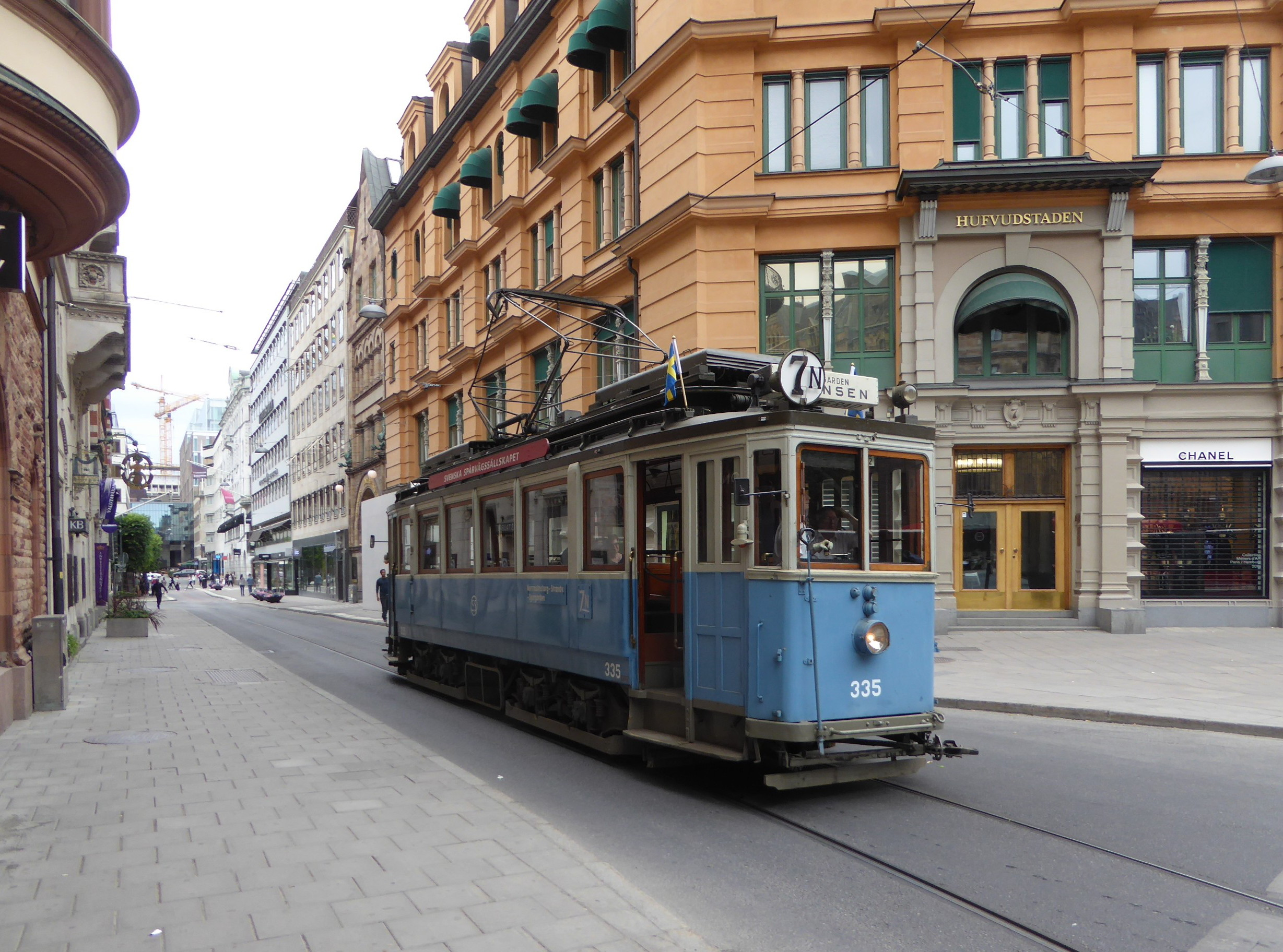
Smålandsgatan västerut med Birger Jarls basar till höger.
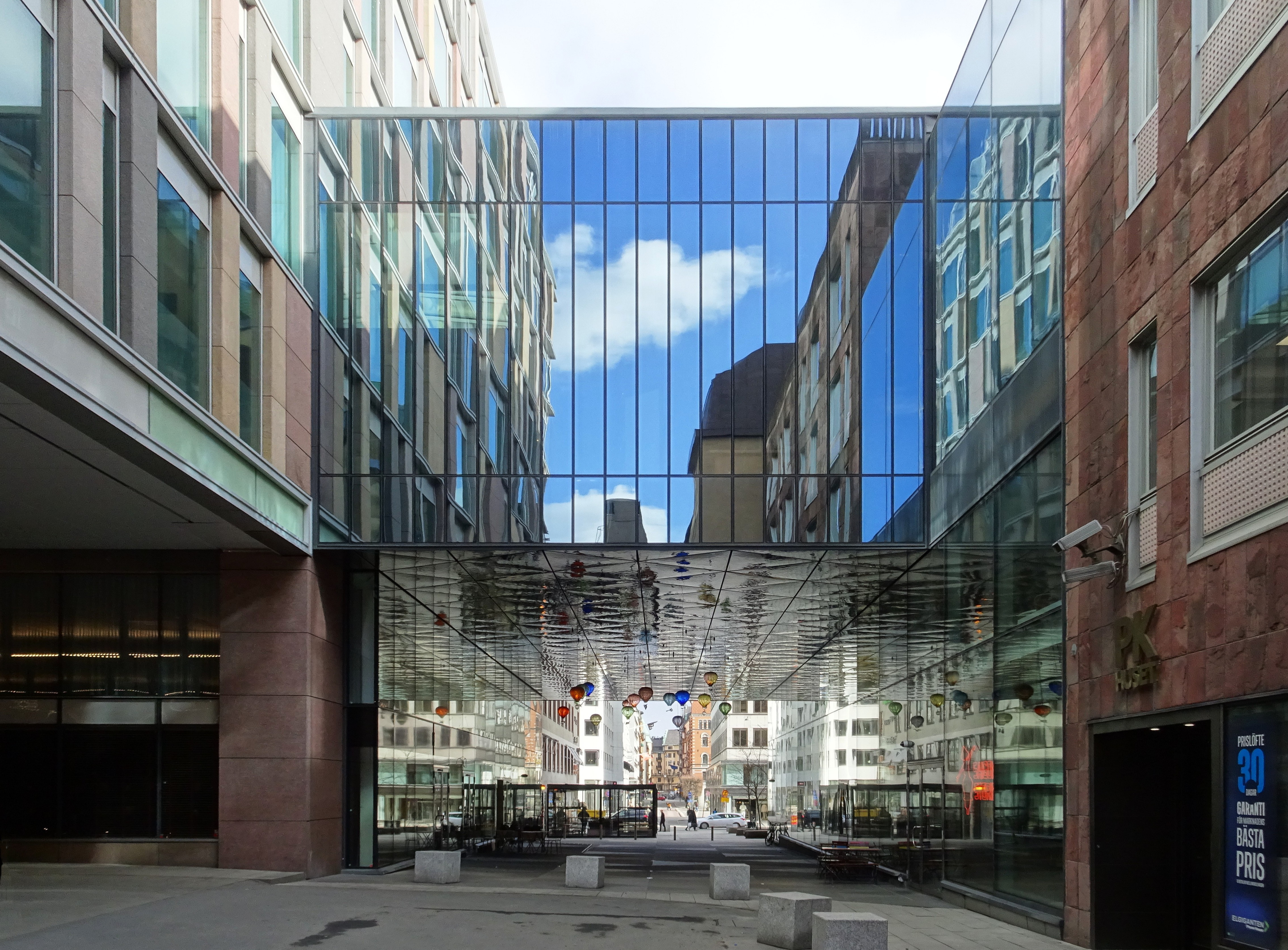
Smålandsgatan österut inom kvarteret Hästen.
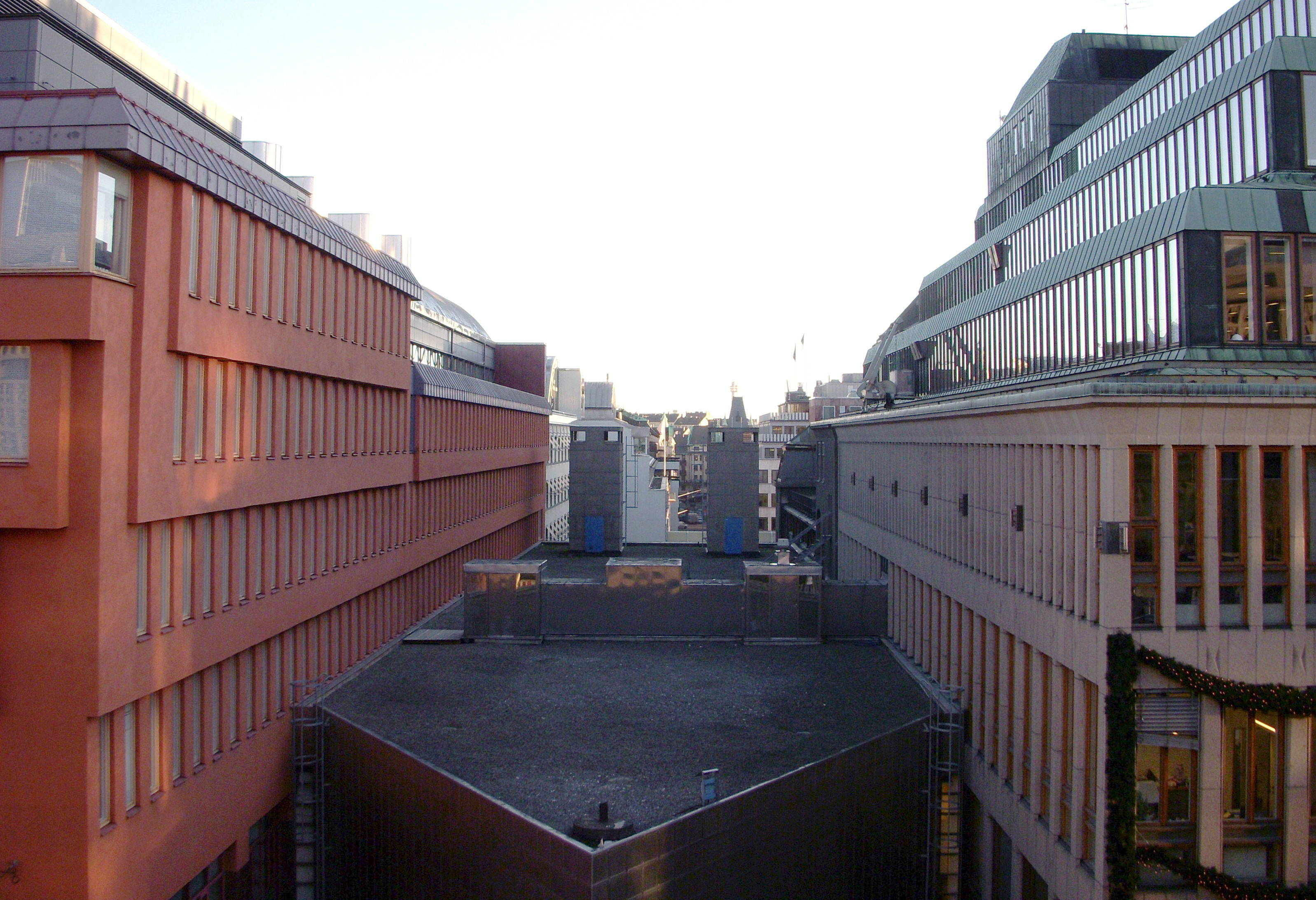
Före detta Smålandsgatan österut, i mitten syns NK:s spetsiga entré från Regeringsgatan.
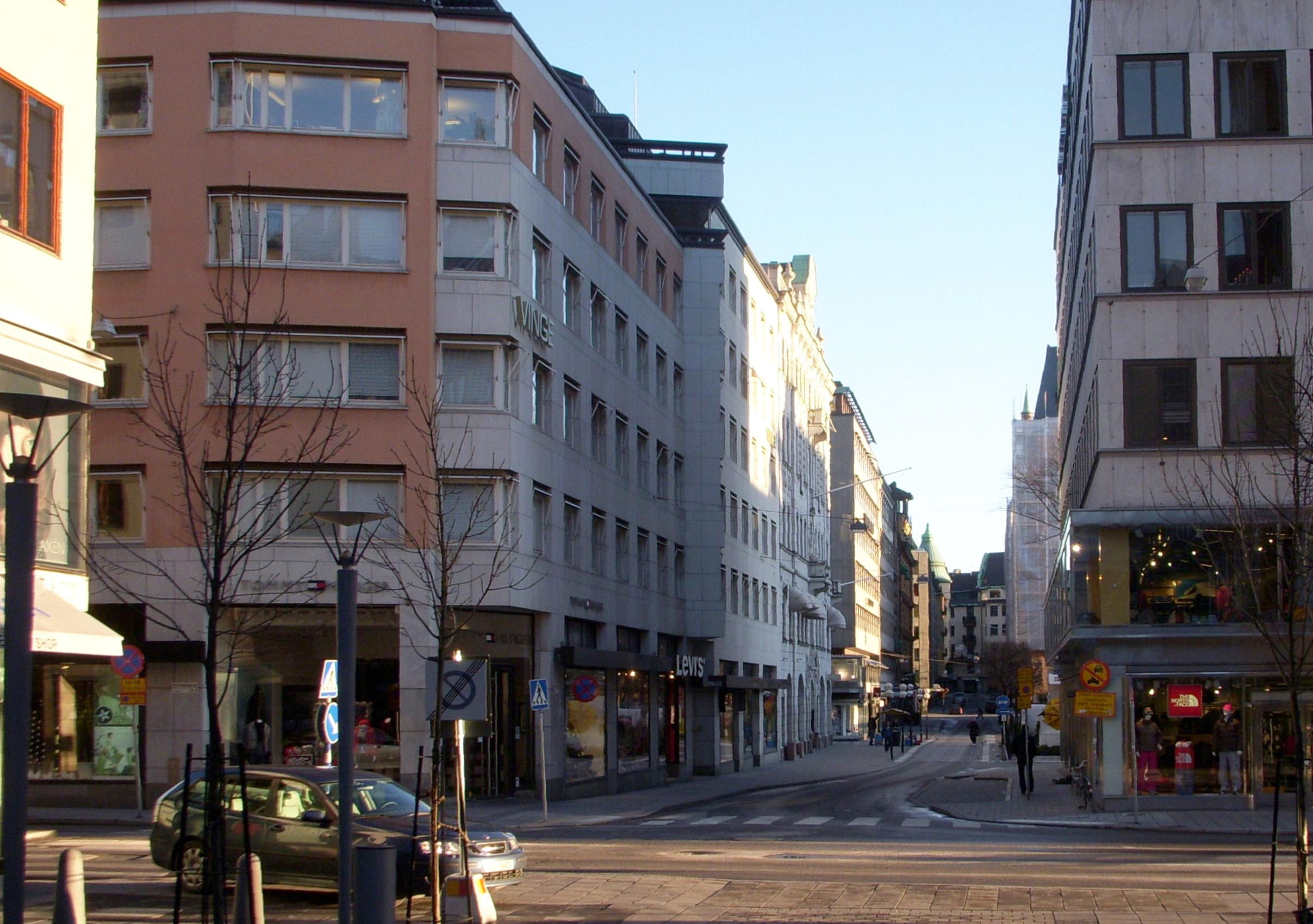
Smålandsgatan från Norrlandsgatan österut; vy från återvändsgatan bakom PK-huset.